# Тырлова, Гермина
Герми́на Тырло́ва (чеш. Hermína Týrlová; 11 декабря 1900, Бржезове-Горе, Австро-Венгрия (ныне часть города Пршибрама в Чехии — 3 мая 1993, Злин) — известный чешский сценарист, аниматор и кинорежиссёр. Художница. Заслуженная артистка ЧССР.
Одна из основоположников чешской кукольной мультипликации.

## Биография
Родилась в семье шахтёра. В четырёхлетнем возрасте осталась сиротой. Отца завалило в шахте и мать была вынуждена была растить четверых детей сама.
Начала работать в кино с середины 1920-х годов. В 1944 году Гермина Тырлова дебютировала кукольным мультфильмом «Ферда-муравей» по мотивам произведений Ондржея Секоры. После окончания второй мировой войны создала мультфильм «Восстание игрушек» (1946), где провела комбинированное соединение актёров и кукол.
Кинокартина «Колыбельная» (1948) завоевала широкую популярность среди зрителей. Чешские народные сказки легли в основу фильмов: «Сказка о драконе» (1953), 
«Златовласка» (1955), «Мячик Фличек» (1956). В конце 50-х - начале 60-х гг. совместно с Йозефом Пинкавой Тырлова сняла комбинированные кукольно-игровые фильмы для детей - «Узелок на платке» (1958), «Потерянная куколка» (1959), «Любопытное письмо» (1961);  затем экспериментировала с материалами кукол - «Два клубочка» (1962), «Шарик» (1963), «Мальчик или девочка» (1966). В начале 1970-х гг. создала пятисерийный телевизионный фильм «Истории кота Голубоглазки». Во второй половине 70-х Тырлова вновь обратилась к книгам Ондржея Секоры про муравья Ферду, сняв четырёхсерийный кукольный мини-сериал «Ферда-муравей» (1977 - 1978).
Творчество Гермины Тырловой тесно связано с киностудией «Atéliery Bonton Zlín» в Злине, на которой она сотрудничала с Карелом Земаном.

## Избранная фильмография
- 1928 — Водяной / Zamilovaný vodník
- 1936 — Люцерна / Hra bublinek (с К. Додалом)
- 1938 — Tajemství lucerny
- 1943 — Ферда-муравей / Ferda Mravenec
- 1946 — Бунт игрушек / Vzpoura hraček (с Франтишеком Садеком)
- 1947 — Колыбельная / Ukolébavka
- 1951 — Неудавшаяся кукла / Nepovedený panáček
- 1952 — Девять цыплят / Devět kuřátek
- 1953 — Сказка о драконе / Pohádka o drakovi
- 1955 — Златовласка / Zlatovláska
- 1956 — Мячик Фличек / Míček flíček (С Яном Дудешеком)
- 1957 — Каламайка / Kalamajka
- 1958 — Узелок на платке / Uzel na kapesníku
- 1958 — Свинопас / Pasáček vepřů (по Андерсену)
- 1959 — Потерянная куколка / Ztracená panenka (с Йозефом Пинкавой)
- 1959 — Паровозик Колеячек / Vláček Kolejáček
- 1960 — День расплаты / Den odplaty
- 1961 — Любопытное письмо / Zvědavé psaníčka
- 1962 — Два клубочка / Dvě klubíčka
- 1963 — Шарик / Kulička
- 1964 — Шерстяная сказка / Vlněná pohádka
- 1965 — Синий фартук / Modrá zástěrka
- 1966 — Снеговик / Snehulák
- 1967 — Собачий рай / Psí nebe
- 1968 — Рождественская ёлка / Vánoční stromeček
- 1969 — Вифлеемская звезда / Hvězda Betlémská
- 1977 — Ферда в муравейнике / Ferda v mraveništi
- 1977 — Ферда на дипломатической службе / Ferda v cizích službách
- 1977 — Приключения Ферды-муравья / Příhody Ferdy Mravence
- 1978 — Приключения жука Пытлика / Příhody brouka Pytlíka
- 1979 — Как Якуб в последний раз выстрелил / Jak si Jakub naposledy vystřelil
- 1980 — Шуточка с чертёнком / Žertíkem s čertíkem
- 1985 — Opičí láska
- 1986 — Сказка на бельевой верёвке / Pohádka na šňure

## Награды
- За свой фильм «Восстание игрушек» в 1946 году была удостоена призов на международных фестивалях в Каннах, Венеции и Брюсселе.
- Государственная премия ЧССР (1952).